# North Sea Link

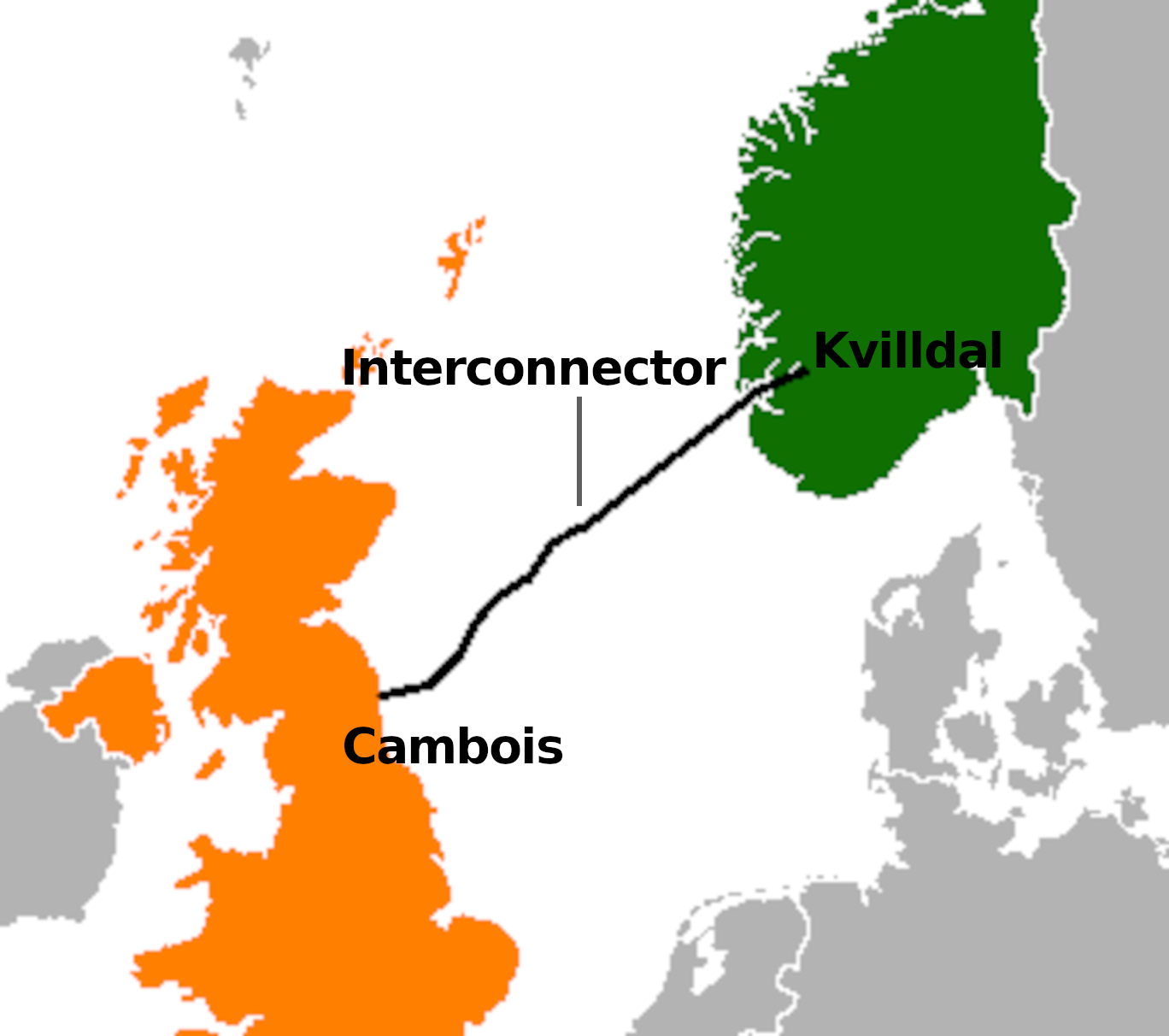
Kaart van de route

De North Sea Link NSL, ook North Sea Network Link NSN Link, HVDC Norway–Great Britain of Norway–UK interconnector is een elektriciteitsleiding over de bodem van de Noordzee tussen Noorwegen en Groot-Brittannië. Het project is door Statnett en National Grid ontwikkeld.
Zoals gebruikelijk bij overzeese hoogspanningsverbindingen wordt de verbinding tot stand gebracht met de hoogspanningsgelijkstroom. Die techniek wordt HVDC genoemd, high-voltage direct current, met een paar gebundelde hoogspanningskabels die ten minste een meter in de bodem van de Noordzee zijn ingegraven. Een gelijkrichter zet aan de kant van de kabel waar de elektrische stroom wordt opgewekt de draaistroom om naar gelijkstroom. Aan het andere einde van de kabel, waar de stroom wordt gebruikt, zet een wisselrichter de gelijkstroom opnieuw om naar draaistroom. Zo gebeurt de aansluiting op de hoogspanningsnetten.

## Gegevens
- capaciteit: 1400 MW
- spanning: 525 kV
- lengte: 730 km, 10 km over land
- start project: maart 2015
- eind project: 2022
- fabrikant kabel: Prysmian, offshore
- fabrikant kabel: Nexans, aan land
- fabrikant verdeelstations: ABB[2]
- landingsplaats in Engeland: Blyth
- landingsplaats in Noorwegen: Suldal, Kvilldal

## Overzicht overzeese kabels in de Noordzee
| verbinding     | land      | land       | capaciteit MW | spanning kV | jaar in gebruik |
| -------------- | --------- | ---------- | ------------- | ----------- | --------------- |
| NorNed-kabel   | Nederland | Noorwegen  | 700           | 450         | 2008            |
| BritNed-kabel  | Nederland | Engeland   | 1000          | 450         | 2011            |
| Nemo Link      | België    | Engeland   | 1000          | 400         | 2019            |
| COBRA-kabel    | Nederland | Denemarken | 700           | 320         | 2019            |
| NordLink       | Duitsland | Noorwegen  | 1400          | 500         | 2020            |
| NorGer-kabel   | Duitsland | Noorwegen  | 1400          | 450 - 500   | 2021            |
| North Sea Link | Noorwegen | Engeland   | 1400          | 525         | 2022            |